# Silvio Balderi
Silvio Balderi (Massa, 2 luglio 1923 – Massa, 19 maggio 2017) è stato un politico italiano.

## Biografia
Iscrittosi giovanissimo al Partito Repubblicano Italiano, aderì presto alla Democrazia Cristiana, partito nel quale fece parte della dirigenza a Massa. Prese parte alle attività della Resistenza e venne deportato in Germania dai nazisti. Nel 1949 si laureò in giurisprudenza. Fu eletto sindaco di Massa nel gennaio 1963 e riconfermato nel 1966, restando in carica fino al 1968.
Dal 1970 fu presidente della Provincia di Massa-Carrara, rimanendo in carica fino al 1975.
Si è spento a 96 anni, nel maggio del 2017.